# Selvaspessa
Il Selvaspessa (chiamato anche Selva Spessa) è un breve torrente del Piemonte, appartenente al bacino idrografico del Lago Maggiore, che nasce sul monte Mottarone. 

## Percorso
Il Selvaspessa nasce dal Mottarone, tra la vetta e la località nota con il nome di Pian dei Milanesi, in territorio comunale di Stresa. Il torrente scorre a fianco della pista da sci denominata Campetti Milanesi. Giunto nei pressi della stazione di partenza delle sciovie "Selva Spessa 1 & 2" origina una piccola zona umida, per proseguire, sottopassando i tracciati di alcune piste da sci, costeggiandone una sino a giungere nelle vicinanze della stazione di partenza della sciovia La Rossa.
In questo punto il torrente si allontana dagli impianti sciistici, scorrendo in una valle densamente boscata. Nei pressi dell'Alpe Nuovo il torrente piega verso est, e scorre in un avvallamento tra la granitica vetta del Monte Zughero e i declivi che scendono dalla vetta del Mottarone, interessati dalla ex pista da sci dell'Alpe Corti.
Le dimensioni e la pendenza del torrente aumentano e questo prosegue scendendo rapidamente verso valle. Il corso d'acqua scorre in un territorio selvaggio e abbastanza impervio, lambendo al più qualche piccolo alpeggio. Giunto nei pressi di Baveno, sottopassa l'autostrada A26, ed in seguito divide il centro storico della cittadina dalla frazione di Oltrefiume. Alcuni metri dopo essere stato scavalcato dalla strada statale del Sempione sfocia nel Lago Maggiore.

## Comuni attraversati
- Stresa
- Omegna (lambito per un breve tratto nella zona delle piste da sci del Mottarone)
- Baveno